# Cmentarz parafialny Parafii Rzymskokatolickiej pw. Wniebowzięcia Najświętszej Maryi Panny w Ostrorogu
Cmentarz parafialny Parafii Rzymskokatolickiej pw. Wniebowzięcia Najświętszej Maryi Panny w Ostrorogu – cmentarz rzymskokatolicki znajdujący się w Ostrorogu przy ul. Poznańskiej, w miejscu dawnego kościoła św. Jakuba w Piaskowie. Cmentarz został założony w XIX wieku.

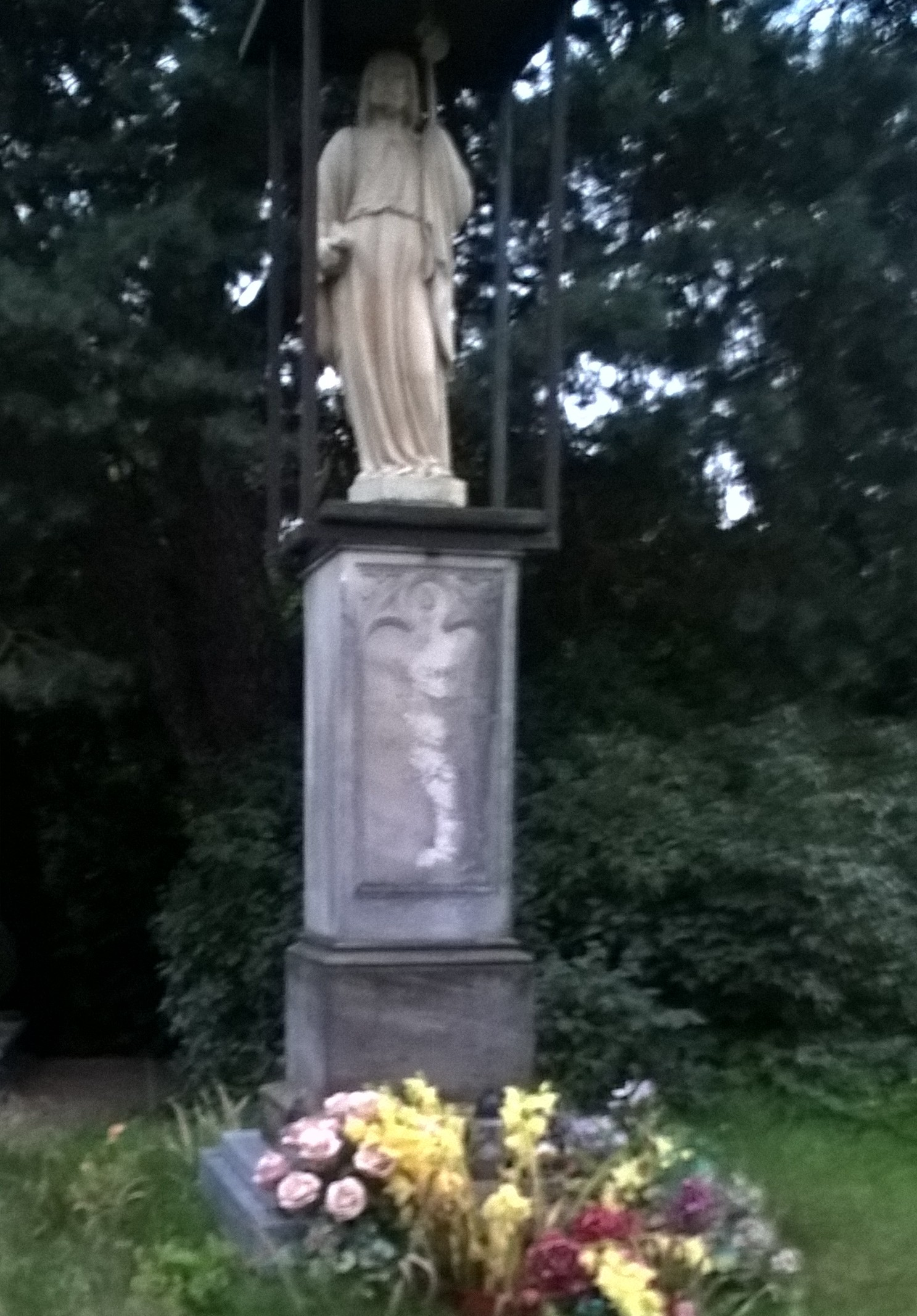
Pomnik św. Jakuba z 1878 roku na cmentarzu w Ostrorogu, zbudowany w miejscu dawnego kościoła św. Jakuba w Piaskowie (obecnie Ostroróg)

Na cmentarzu znajduje się m.in. pomnik powstańca styczniowego Józefa Wilhelmiego. Na cmentarzu w miejscu dawnego kościoła znajduje się figura św. Jakuba Apostoła Większego z 1878 roku. We wschodniej części cmentarza kaplica cmentarna na planie namiotu, według projektu Stanisława Nowoświata, zbudowana w latach 1981–1982.